# Jason Čulina
Jason Čulina (n. Melbourne, Victoria, Australia, 5 de agosto de 1980) es un exfutbolista y entrenador de fútbol australiano con ascendencia croata. Jugaba de volante y su último equipo fue el Sydney FC de la A-League de Australia.

## Selección nacional
Ha sido internacional con la Selección de fútbol de Australia, ha jugado 58 partidos internacionales y ha anotado 1 gol.

### Participaciones en Copas del Mundo
| Mundial                        | Sede      | Resultado        |
| ------------------------------ | --------- | ---------------- |
| Copa Mundial de Fútbol de 2006 | Alemania  | Octavos de final |
| Copa Mundial de Fútbol de 2010 | Sudáfrica | Primera fase     |

## Clubes
| Club                 | País         | Año       |
| -------------------- | ------------ | --------- |
| Sydney United        | Australia    | 1996-1998 |
| Sydney Olympic       | Australia    | 1998-1999 |
| Ajax Ámsterdam       | Países Bajos | 1999-2000 |
| Germinal Beerschot   | Bélgica      | 2000-2001 |
| Ajax Ámsterdam       | Países Bajos | 2001-2002 |
| De Graafschap        | Países Bajos | 2002-2003 |
| Ajax Ámsterdam       | Países Bajos | 2003-2004 |
| FC Twente            | Países Bajos | 2004-2005 |
| PSV Eindhoven        | Países Bajos | 2005-2009 |
| Gold Coast United FC | Australia    | 2009-2011 |
| Newcastle Jets       | Australia    | 2011-2012 |
| Sydney FC            | Australia    | 2012-2013 |

## Palmarés

### Campeonatos nacionales
| Título                        | Club           | País         | Año  |
| ----------------------------- | -------------- | ------------ | ---- |
| Copa de los Países Bajos      | Ajax Ámsterdam | Países Bajos | 2002 |
| Supercopa de los Países Bajos | Ajax Ámsterdam | Países Bajos | 2002 |
| Eredivisie                    | Ajax Ámsterdam | Países Bajos | 2004 |
| Eredivisie                    | PSV Eindhoven  | Países Bajos | 2006 |
| Eredivisie                    | PSV Eindhoven  | Países Bajos | 2007 |
| Eredivisie                    | PSV Eindhoven  | Países Bajos | 2008 |
| Supercopa de los Países Bajos | PSV Eindhoven  | Países Bajos | 2008 |